# Дипломатически мисии в Словакия
Това е списък на държавите, които имат дипломатически мисии в Словакия.
В Братислава - столицата на Словакия, има 45 посолства. Още 93 държави имат акредитирани посолства за Словакия в други градове, по-голямата част от които са във Виена, Прага и Берлин.

## Посолства в Братислава
| · - Австрия - Албания - Беларус - Белгия - Бразилия - България - Ватикан - Великобритания - Германия - Грузия - Гърция - Дания - Египет - Израел - Индия - Индонезия - Иран - Ирландия - Испания - Италия - Казахстан - Китай - Куба - Либия | - Малтийски орден - Нидерландия - Норвегия - Палестинска автономия - Полша - Португалия - Румъния - Русия - САЩ - Словения - Сърбия - Турция - Украйна - Унгария - Финландия - Франция - Хърватия - Чехия - Швейцария - Швеция - Южна Корея - Япония |

## Клонове на посолства
- Канада
- Казахстан

## Генерални консулства
- Унгария (Кошице)
- Украйна (Прешов)

## Консулства
- Украйна (Вранов над Топлоу)

## Мисии
- Тайван (офис)

## Акредитирани посолства
Намират се предимно във Виена, освен тези, за които е посочен друг град в скоби.
| - Австралия - Азербайджан - Алжир - Андора - Аржентина - Армения - Афганистан (Прага) - Бангладеш (Берлин) - Бенин (Москва) - Боливия - Босна и Херцеговина (Прага) - Ботсвана (Лондон) - Буркина Фасо - Бурунди (Берлин) - Венецуела - Виетнам - Гамбия (Брюксел) - Гана (Прага) - Гватемала - Гвинея (Берлин) - Демократична република Конго - Еквадор | - Салвадор (Берлин) - Естония - Етиопия - Замбия (Берлин) - Зимбабве - Иран - Исландия - Йемен (Прага) - Йордания - Кабо Верде - Казахстан (Прага) - Камбоджа (Варшава) - Канада (Прага) - Катар (Будапеща) - Кения - Кипър - Киргизстан - Колумбия - Република Конго (Берлин) - Коста Рика - Кот д'Ивоар - Кувейт - Лаос (Варшава) | - Латвия - Лесото (Рим) - Ливан - Литва - Люксембург - Мавритания (Москва) - Мадагаскар (Москва) - Северна Македония - Малави (Берлин) - Малайзия - Мали (Москва) - Малта (Валета) - Мароко - Мексико - Молдова - Монголия (Прага) - Намибия - Непал (Берлин) - Нигерия - Никарагуа - Нова Зеландия (Берлин) - Обединени арабски емирства - Оман | - Пакистан - Панама (Берлин) - Парагвай - Перу - Сан Марино (Рим) - Саудитска Арабия - Есватини (Брюксел) - Северна Корея (Прага) - Сиера Леоне (Москва) - Сингапур (Сингапур) - Сирия - Сомалия (Москва) - Судан - Тайланд - Танзания (Берлин) - Тунис - Туркменистан - Узбекистан - Уругвай - Филипини - Чили - Шри Ланка - Република Южна Африка - Ямайка (Берлин) |